# Racconti fantastici (miniserie televisiva)
Racconti fantastici, nota anche come I racconti fantastici di Edgar Allan Poe, è una miniserie televisiva della Rai del 1979, diretta da Daniele D'Anza e basata sui racconti di Edgar Allan Poe.

## Soggetto
Lo sceneggiato riprende liberamente le trame dei racconti di Edgar Allan Poe, creando atmosfere misteriose e accattivanti. Gli elementi narrativi si possono ritrovare principalmente nelle seguenti opere:
- La caduta della casa degli Usher (cornice narrativa  dell'intera serie; quarto episodio)
- Il ritratto ovale (primo episodio)
- Manoscritto trovato in una bottiglia (citato nel primo episodio)
- Il cuore rivelatore (primo episodio)
- Ligeia (secondo episodio)
- William Wilson (terzo episodio)
- La maschera della morte rossa (quarto episodio)
- Il genio della perversione (citato nel quarto episodio come "genio della perversità")
- Il pozzo e il pendolo (quarto episodio, ma il pendolo è elemento ricorrente)

## Ambientazione
L'ambientazione di Edgar Allan Poe viene profondamente mutata: anche se lo sceneggiato è ambientato in un'antica villa descritta da Poe (casa Usher), la vicenda è liberamente ancorata nel presente. Comunque, l'isolamento dell'antica villa fa sì che vengano richiamati in continuazione gli ambienti del passato. Inoltre, dei flashback riportano la collocazione temporale in epoche lontane.
I dintorni e gli interni della villa sono caratterizzati da dettagli misteriosi ed inquietanti: appesa ad un soffitto a mo' di pendolo, una gigantesca scure si mette tra l'altro periodicamente a dondolare, minacciando chi vi si trova vicino.

## Personaggi
Le vicende si svolgono intorno alla famiglia Usher, in particolare a Roderick Usher, padrone di casa egregiamente interpretato da Philippe Leroy. Vedovo, Usher vive da solo; è una persona intelligente e dai modi impeccabili, ma il suo passato è oscurato da ombre. Ciascuno degli altri personaggi compare, con eccezioni minori, nell'ambito di un unico episodio.

## Episodi
Le quattro vicende della serie sono al limite tra puntata ed episodio. Presentano altrettante storie in sé quasi del tutto concluse ed indipendenti, ma legate da una struttura logica e da una cornice narrativa. Questa cornice è ancorata all'ambiente di villa Usher e al personaggio di Roderick, il principale nella narrazione. Il primo, il terzo e il quarto episodio hanno elementi narrativi in comune.

### Primo episodio
Notte in casa Usher: due viaggiatori rimangono bloccati con la loro auto nei pressi della villa di Usher e si vedono costretti a chiedergli ospitalità. Usher coltiva con stile la sua vita solitaria, ma li accoglie di buon grado. Scopre in seguito che i due ospiti sono rispettivamente un assassino (Vittorio Mezzogiorno) ed il suo giudice (Gastone Moschin): quest'ultimo ha la missione di consegnare al boia il suo prigioniero e compagno di viaggio. Mosso dal suo fiuto professionale, in casa Usher l'uomo di legge si mostra subito affascinato ed insospettito da uno dei tanti oggetti misteriosi della villa: si tratta di un ritratto ovale della moglie defunta di Usher; il giudice lo osserva minuziosamente, come se volesse individuare una qualche sorta di colpa nel passato della famiglia.
Usher, creatore del quadro, confessa di avere peccato di ottusità ed egoismo nei confronti della moglie (Maria Rosaria Omaggio) e di averne provocato involontariamente la malattia e la morte. A sentire questa spiegazione, il giudice ammette suo malgrado che le colpe di Usher sono difficili da inquadrare nella logica della giustizia umana: resta quindi determinato a concentrarsi soprattutto sulla sua principale missione di giustizia, quella di far eseguire la condanna dell'assassino suo compagno di viaggio. Quest'ultimo arriva dal canto suo alla conclusione che il magistrato sia soltanto un miope inquisitore del quale sbarazzarsi alla meglio, per poi rispondere unicamente alla propria coscienza. La parte finale dell'episodio si concentra proprio sull'esplosione finale del conflitto tra giudice e assassino.

### Secondo episodio
Ligeia forever: visitando una parte molto isolata della villa, Roderick Usher si ricorda di una vecchia storia di famiglia. Un flashback ci riporta infatti al periodo a cavallo tra gli anni venti e gli anni trenta.
Robert, il padre di Roderick Usher (Umberto Orsini), convive nella villa familiare con l'attrice Ligeia, un'attrice del cinema muto che alle volte pecca di vanità, ma che è molto amata dal pubblico. Quando per la diva arriva il momento di confrontarsi con il cinema sonoro, la sua carriera subisce un tracollo: sentendo per la prima volta la voce della donna, il pubblico reagisce sconcertato e si mette addirittura a ridere. Per Ligeia, l'insuccesso del suo film è qualcosa di più che un semplice fiasco, per cui l'attrice decide di suicidarsi. Rimasto vedovo, Robert Usher cerca di sfuggire alla solitudine sposando un'altra donna (Morella, interpretata da Silvia Dionisio), ma l'anima di Ligeia continua a vivere nella casa e si installa nell'ala più appartata della villa. Col tempo, Robert si rende conto di amare ancora il ricordo di Ligeia e non la sua seconda moglie, alla quale proibisce l'accesso all'ala della villa riservata a Ligeia senza spiegarne i motivi. Sia come sia, Robert vorrebbe dimenticare i fantasmi del passato e butta via la chiave delle stanze di Ligeia. Tuttavia, lo spettro dell'attrice vive ancora e recupera questa chiave, che resta così in circolazione; la nuova moglie finisce per entrarne in possesso e penetra di nascosto nelle stanze riccamente decorate con foto e cimeli della diva defunta. L'anima dell'attrice, comunque ancora vitale ed aggressiva, reagisce all'intrusione di Morella. Il suo spirito si scaglia violentemente contro di lei e ne mette seriamente a repentaglio la vita.
Dopo aver percorso nella memoria tutto il cammino doloroso della storia familiare, per tornare alla vita di tutti i giorni, Roderick Usher lascia le stanze di Ligeia e, come suo padre, butta via la chiave anche lui; ma l'anima dell'attrice vive ancora e non permette di essere dimenticata.

### Terzo episodio
Il delirio di William Wilson: ad un ballo in maschera di villa Usher arriva, tra i numerosi ospiti, un certo William Wilson (Nino Castelnuovo). Si tratta di un individuo violento in fuga da un mare di guai. In passato, Wilson aveva avuto una relazione con Eleanor, la sorella di Usher, la quale era succube del fascino e dell'aggressività passionale di William.
Wilson ripercorre i fatti passati in un flashback: In passato, egli aveva compiuto gravi scorrettezze nelle scuderie in cui collaudava automobili da corsa; un suo coetaneo, chiamato anche lui con il nome di William Wilson, era stato anche lui assunto nella stessa azienda e con il tempo si era profilato come un alter ego del primo: aveva cominciato a seguirlo personificando la sua coscienza ed inchiodandolo in qualche modo alle tante responsabilità accumulate in una vita di delitti e imbrogli d'ogni tipo.
Le quattro mura della villa si rivelano un rifugio fragile: quando William finisce di percorrere la catena dei suoi ricordi, scopre di essere stato inseguito dal secondo Wilson persino fino a casa Usher. Cerca dunque di liberarsi del suo presunto oppressore e lo colpisce con la spada. Ignora però che il colpo inferto all'avversario non provocherà soltanto una ferita nell'addome del contendente, ma ne arrecherà una seconda - identica - nel proprio corpo.

### Quarto episodio
La caduta di casa Usher: senza soluzione di continuità con la terza puntata, la vicenda è nuovamente ambientata a villa Usher durante il ballo in maschera. Usher è angustiato da nuovi problemi: sua sorella sta male e non dà segni di miglioramento; inoltre, dei fatti inquietanti accadono nei pressi della villa: ad eventi meteorologici mai visti prima subentra l'invasione di una nube nera e sconosciuta. La tv comunica alla popolazione che la nube minacciosa potrebbe essere tossica per cui, come consigliato, gli ospiti di Usher si barricano nella villa per proteggersi dai gas. Temendo la fine, essi cominciano gradualmente a mostrare il lato ombra di se stessi: si danno spudoratamente alla pazza gioia, al vandalismo e all'adulterio, confessando anche i delitti segreti della loro vita.
Usher sa che sulla sua casa pesano le responsabilità di omicidi e abusi commessi nei secoli passati dai membri della famiglia: l'espansione della nube nera pare riannunciare la maledizione che da tempo immemorabile incombe sulla sua stirpe proprio a causa di queste colpe.

## Musiche
Le musiche originali, qui in mono, sono composte da Roby Facchinetti e Dody Battaglia ed eseguite dai Pooh. Un ruolo di primo piano è ricoperto dal pezzo Fantastic Fly. Nel corso degli eventi, il pianoforte di casa Usher si mette a suonare da solo eseguendo proprio la melodia di questa composizione, che tra l'altro fa anche da sigla del programma.
Oltre a questo brano, accompagnano la pellicola tratti del pezzo strumentale Odissey, degli stralci di danza e delle musiche pop di sottofondo dal carattere minaccioso, a tratti anche spasmodico o funereo. Si tratta in genere di spezzoni brevi ed intervallati da bruschi missaggi.

## Home video
- Racconti fantastici, serie I migliori anni della nostra TV, 2 DVD, RAI.